# Teijo Finneman
Teijo Uolevi Finneman (Helsinki, 9 settembre 1944) è un ex cestista finlandese.

## Carriera
In carriera ha giocato nell'Helsingin Kisa-Toverit. Con la Finlandia ha disputato 117 partite tra il 1963 e il 1971, realizzando 537 punti.

## Palmarès
- Campionato finlandese: 5

Helsingin Kisa-Toverit: 1961, 1962, 1962-63, 1963-64, 1964-65